# Lipiec 2005 w sporcie
Zobacz też: Lipiec 2005 · Zmarli w lipcu 2005 · Lipiec 2005 w Wikinews

## 31 lipca 2005
- Piłka siatkowa – w meczu o trzecie miejsce turnieju kwalifikacyjnego w Qubie do Grand Prix siatkarek w roku 2006, Polki pokonały zespół Niemiec 3:1 (25:27, 25:13, 25:21, 25:19), zapewniając sobie tym samym udział w przyszłorocznym cyklu Grand Prix.
- pływanie – Mateusz Sawrymowicz zajął 5. miejsce na dystansie 1500 metrów stylem dowolnym podczas Mistrzostw Świata w pływaniu w Montrealu, pierwsze miejsce zajął Grant Hackett z Australii, drugi był Amerykanin Larsen Jensen, a na trzecim stopniu podium uplasował się David Davies z Wielkiej Brytanii. 18-letni Sawrymowicz z wynikiem 14.59,38 ustanowił rekord Polski i rekord Europy juniorów. Do czwartego Rosjanina Jurija Priliukowa Polak miał straty ponad 7,5 sekundy. Był to ostatni dzień mistrzostw. W klasyfikacji medalowej Polska z dorobkiem 2 złotych i 2 brązowych medali zajęła 6. miejsce. Wygrali Amerykanie (15 złotych, 11 srebrnych i 6 brązowych).

## 30 lipca 2005
- pływanie – Bartosz Kizierowski zdobył brązowy medal na dystansie 50 metrów stylem dowolnym podczas Mistrzostw Świata w pływaniu w Montrealu, pierwsze miejsce zajął Roland Schoeman z RPA, drugi był Chorwat Duje Draganja. Cała trójka miała czas lepszy od 22 sekund. Kizierowski z wynikiem 21,94 pobił rekord Polski. 6 miejsce zaś zajęła sztafeta Polek 4x100 m stylem zmiennym w składzie Katarzyna Staszak, Beata Kamińska, Otylia Jędrzejczak i Paulina Barzycka. Wygrały Australijki.

## 29 lipca 2005
- Piłka nożna – Puchar UEFA – Wisła Płock zagra ze szwajcarskim zespołem Grasshopper Club, Dyskobolia Grodzisk Wielkopolski ze słowacką Duklą Bańska Bystrzyca, a Legia Warszawa z FC Zürich w II rundzie eliminacji Pucharu UEFA. Takie są wyniki losowania, które odbyło się w Nyonie.
- Piłka nożna – Liga Mistrzów UEFA – Wisła Kraków zagra z greckim zespołem Panathinaikos AO w III rundzie eliminacji do Ligi Mistrzów. Taki jest wynik losowania, które odbyło się w Nyonie. W drużynie z Grecji gra polski napastnik Emmanuel Olisadebe.

## 28 lipca 2005
- pływanie – Otylia Jędrzejczak ustanawiając wynikiem 2.05,61 nowy rekord świata, zdobyła złoty medal na dystansie 200 m stylem motylkowym podczas Mistrzostw Świata w pływaniu w Montrealu. Druga była Australijka Jessicah Schipper (2.05,65), trzecia – Yuko Nakanishi z Japonii (2.09,40).
- Piłka siatkowa – w kolejnym meczu grupy I turnieju kwalifikacyjnego w Qubie do Grand Prix siatkarek w roku 2006, Polki przegrały z zespołem Holandii 2:3 (25:20, 19:25, 20:25, 25:21, 10:15). Pomimo porażki mistrzynie Europy zdołały awansować do półfinału z drugiego miejsca w grupie.

## 27 lipca 2005
- pływanie – Paweł Korzeniowski zdobył złoty medal na dystansie 200 m stylem motylkowym podczas Mistrzostw Świata w pływaniu w Montrealu, kolejne miejsca zajęli: Takeshi Matsuda (Japonia) i Peng Wu (Chiny).
- Piłka siatkowa – w drugim meczu grupy I turnieju kwalifikacyjnego w Qubie do Grand Prix siatkarek w roku 2006, Polki pokonały zespół Rumunii 3:0 (25:20, 25:16, 25:18). W kolejnym meczu Polki zagrają z Holandią – do awansu do półfinału wystarczą im dwa wygrane sety.

## 26 lipca 2005
- Piłka nożna – wyniki meczów 1. kolejki Idea Ekstraklasy: Korona Kielce: Cracovia – 0:0, Pogoń Szczecin: Wisła Płock – 2:0, Górnik Łęczna: Wisła Kraków – 1:1, GKS Bełchatów: Górnik Zabrze – 0:0, Odra Wodzisław: Zagłębie Lubin – 0:0, Lech Poznań: Polonia Warszawa – 1:2. Pierwszym liderem została Pogoń Szczecin.
- Piłka siatkowa – w pierwszym meczu grupy I turnieju kwalifikacyjnego w Qubie do Grand Prix siatkarek w roku 2006, Polki pokonały wicemistrza olimpijskiego z Aten Rosję 3:2 (23:25, 25:19, 17:25, 26:24, 15:10). Do przyszłorocznej edycji Grand Prix zakwalifikują się zespoły, które w Qubie uplasują się na trzech czołowych miejscach.
- Piłka nożna – spadkowicz z ekstraklasy – drużyna GKS Katowice – nie otrzymała licencji na grę w II lidze, co w konsekwencji wiąże się z rozpoczęciem nowego sezonu w B-klasie.
- pływanie – Otylia Jędrzejczak zdobyła w kanadyjskim Montrealu brązowy medal na 100 m stylem motylkowym w pływackich MŚ, złoto i srebro przypadło Australijkom: Jessicah Schipper i Lisbeth Lenton.

## 24 lipca 2005
- Kolarstwo – po raz siódmy z rzędu (sic!) najbardziej prestiżowy wyścig kolarski świata wygrał Lance Armstrong, drugie miejsce zajął Włoch Ivan Basso, a trzecie Niemiec Jan Ullrich.

To był prawdopodobnie ostatni zawodowy wyścig kolarski, w którym pojechał Amerykanin. W swoich 11 startach w Tour de France, oprócz siedmiu zwycięstw w klasyfikacji generalnej, zanotował 22 wygrane etapy indywidualnie + trzy w drużynie.
- Piłka nożna – odbyła się inauguracja Idea Ekstraklasy, w meczu Arka Gdynia kontra Legia Warszawa padł wynik 0:0.
- Formuła 1 – Fernando Alonso zwyciężył w 53. Grand Prix Niemiec na torze Hockenheimring. Drugie miejsce zajął Juan Pablo Montoya, a trzeci był Jenson Button. Wielkiego pecha miał Kimi Räikkönen, który prowadził, lecz w wyniku awarii hydrauliki nie ukończył wyścigu.

## 23 lipca 2005
- Formuła 1 – Kimi Räikkönen wywalczył pole position do wyścigu o Grand Prix Niemiec.

## 22 lipca 2005
- Lekkoatletyka – rosyjska tyczkarka Jelena Isinbajewa pobiła rekord świata w tej dyscyplinie, skacząc jako pierwsza kobieta na świecie wysokość 5 metrów. Na tym samym mityngu w Londynie Polka – Anna Rogowska – pobiła rekord Polski wynikiem 4,80 m.

## 21 lipca 2005
- Tenis stołowy – zmarł Andrzej Grubba, najlepszy w historii polski tenisista stołowy, trzykrotny olimpijczyk; miał 47 lat, od kilku lat walczył z chorobą nowotworową.

Po zakończeniu kariery sportowej pełnił funkcję dyrektora sportowego Polskiego Związku Tenisa Stołowego. Był także członkiem władz międzynarodowej federacji tenisa stołowego. Wikinews
- Kolarstwo torowe – Polscy kolarze torowi zdobyli we włoskiej Fiorenzuoli tytuł mistrzów Europy w sprincie drużynowym elity. Kamil Kuczyński, Łukasz Kwiatkowski i Damian Zieliński wygrali w finale z Niemcami.

## 19 lipca 2005
- Kolarstwo – kolarz włoskiej grupy Acqua e Sapone, Czech – Ondřej Sosenka pobił w Moskwie rekord świata w jeździe godzinnej, uzyskując 49,700 km. Poprzedni rekord należał do Brytyjczyka Chrisa Boardmana i wynosił 49,441 km. Sosenka przez kilka sezonów ścigał się w polskich grupach, wygrał dwa razy Tour de Pologne (2001, 2004).

## 18 lipca 2005
- Piłka nożna – prezydium zarządu Polskiego Związku Piłki Nożnej przyjęło regulamin rozgrywek o mistrzostwo Idea Ekstraklasy w sezonie 2005/2006. Istotną zmianą jest decyzja o dopuszczeniu tylko jednego zespołu do przyszłorocznych rozgrywek w piłkarskim Pucharze Intertoto.
- Piłka siatkowa – w decydującym meczu rozgrywanego w Sendai finałowego turnieju Grand Prix siatkarek Brazylijki pokonały Włoszki 3:2 (25:20, 22:25, 25:21, 27:29, 15:7). Dzięki zwycięstwu zajęły pierwsze miejsce w turnieju i obroniły trofeum.

## 17 lipca 2005
- Piłka siatkowa – Ostatni dzień turnieju eliminacyjnego mistrzostw świata w Rzeszowie:
  - Reprezentacja Polski w piłce siatkowej mężczyzn przegrała po niezwykle emocjonującym meczu z Rosją 2:3 (21:25, 16:25, 25:23, 25:20, 12:15). Wynik nie miał wpływu na awans do MŚ – zarówno Polacy jak i Rosjanie zapewnili go sobie dzień wcześniej

Polska: Zagumny, Wlazły, Grzyb, Gołaś, Świderski, Gruszka, Ignaczak (libero) oraz Winiarski, Szymański, Murek, Kadziewicz.
Rosja: Uszakow, Połtawski, Kazakow, Kuleszow, Chtiej, Abramow, Werbow (libero) oraz Mielnik, Sidienko, Makarow.
- - Bułgaria pokonała Estonię 3:0 (25:23, 25:19, 25:21), tym samym zajmując trzecie miejsce w turnieju eliminacyjnym w Rzeszowie. Dzięki temu wywalczyła prawo do walki o awans do finałów mistrzostw świata w turnieju ostatniej szansy, który zostanie rozegrany w sierpniu w Warnie.

## 16 lipca 2005
- Piłka siatkowa – Drugi dzień turnieju eliminacyjnego mistrzostw świata w Rzeszowie:
  - Reprezentacja Polski w piłce siatkowej mężczyzn pokonała Bułgarię 3:1 (25:16, 17:25, 25:22, 25:17), zapewniając sobie tym samym awans do przyszłorocznych MŚ w Japonii.

Polska: Zagumny, Wlazły, Kadziewicz, Gołaś, Gruszka, Świderski, Ignaczak (libero) oraz Winiarski, Szymański, Murek
Bułgaria: Żekow, Cwetanow, Iwanow, Nikołow, Kazijski, Konstantinow, Sałparow (libero) oraz Miłuszew, Stojkow, Michajłow, Najdenow, Gajdarski.
- - Rosja pokonała Estonię 3:0 (25:18, 25:11, 25:23) również uzyskując kwalifikację do MŚ.
- Lekkoatletyka – Mityng Super Grand Prix IAAF w Madrycie:
  - Rosjanka Jelena Isinbajewa wynikiem 4,95 pobiła o dwa centymetry własny rekord świata w skoku o tyczce.
  - Kamila Skolimowska wygrała konkurs rzutu młotem i wynikiem 74,27 poprawiła o 1 m i 67 cm należący do niej od trzech lat rekord Polski; to siódmy wynik w historii tej konkurencji.

## 15 lipca 2005
- Piłka nożna – Brazylijski klub São Paulo FC po raz trzeci w historii (poprzednio w 1992 i 1993 r.) triumfował w Copa Libertadores – najważniejszych piłkarskich rozgrywkach klubowych w Ameryce Południowej (odpowiednik europejskiej Ligi Mistrzów).

W rewanżowym meczu finałowym zespół z São Paulo pokonał na własnym stadionie inną drużynę brazylijską Atletico Paranaense Kurytyba 4:0 (1:0). Pierwsze spotkanie zakończyło się remisem 1:1.
Bramki dla São Paulo zdobyli Amoroso (16), Fabao (52), Luizao (71) i Diego Tardelli (89)
- Piłka siatkowa – w pierwszym meczu turnieju w Rzeszowie, będącego eliminacją do mistrzostw świata w Japonii w 2006 roku, reprezentacja Polski w siatkówce mężczyzn wygrała z Estonią 3:1 (23:25, 25:16, 25:18, 25:20).

Polska: Zagumny, Kadziewicz, Gołaś, Wlazły, Gruszka, Świderski, Ignaczak (libero) oraz Winiarski, Murek, Szymański, Stelmach, Grzyb.
Estonia: Toobal, Pajusalu, Sirelpuu, Meresaar, Ouekallas, Jago, Esna (libero) oraz Kruzajev, Lember, Pupart.
- Piłka siatkowa – w kolejnym meczu turnieju w Rzeszowie Rosja pokonała Bułgarię 3:0 (39:37, 26:24, 25:23)

Rosja: Uszakow, Baranow, Kazakow, Kuleszow, Chtiej, Abramow, Werbow (libero) oraz Mielnik, Sidienko, Połtawski.
Bułgaria: Żekow, Iwanow, Cwetanow, Nikołow, Konstantinow, Kazijski, Sałparow (libero) oraz Gajdarski, Michajłow, Stojkow, Miłuszew.

## 10 lipca 2005
- Formuła 1 – Juan Pablo Montoya odniósł pierwsze zwycięstwo w barwach stajni McLaren, a piąte w karierze, podczas Grand Prix Wielkiej Brytanii. Drugi na mecie był lider klasyfikacji generalnej, Fernando Alonso, a trzeci, mimo startu z dwunastej pozycji, Kimi Räikkönen. (Zobacz też: Rezultaty)
- Piłka siatkowa – reprezentacja Polski przegrała w meczu o 3. miejsce Ligi Światowej z Kubą 2:3 (23:25, 25:22, 26:24, 18:25, 13:15). (Wikinews)

## 9 lipca 2005
- Formuła 1 – Fernando Alonso wygrał sobotnie treningi przed Grand Prix Wielkiej Brytanii. Ogólnie drugi czas uzyskał Juan Pablo Montoya, a trzeci Jarno Trulli. Treningi pechowo zakończyły się dla Kimiego Räikkönena, w którego bolidzie awarii uległ silnik, przez co Fin, po raz drugi w ciągu ostatnich dwóch Grand Prix, zostanie przesunięty o 10 pozycji względem rezultatów kwalifikacji.
- Formuła 1 – Fernando Alonso wygrał kwalifikacje do Grand Prix Wielkiej Brytanii. Drugi najlepszy czas uzyskał Kimi Räikkönen, a trzeci Jenson Button. (Zobacz też: Rezultaty)
- Piłka siatkowa – reprezentacja Polski przegrała w decydującym o awansie do najlepszej dwójki finału Ligi Światowej meczu z drużyną Serbii i Czarnogóry 2:3 (26:24, 25:19, 23:25, 20:25, 8:15). W rywalizacji o zwycięstwo zmierzą się gospodarz – Serbia i Czarnogóra oraz faworyt imprezy – Brazylia. Polska natomiast rozegra z reprezentacją Kuby mecz o 3. miejsce. (Wikinews)

## 8 lipca 2005
- Piłka siatkowa – reprezentacja Polski wygrała mecz turnieju finałowego Ligi Światowej z Kubą 3:2 (23:25, 26:24, 25:16, 22:25, 15:13), rozgrywający się w Belgradzie w hali Belgrad Arena. Był to inauguracyjny mecz finałowej części Ligi Światowej FIVB. W półfinale Polska zagra z Serbią i Czarnogórą, która przegrała spotkanie z Brazylią 1:3 (21:25, 25:23, 24:26, 21:25). (Wikinews)
- MKOl zadecydował, że na Igrzyskach Olimpijskich w Londynie nie będą rozgrywały się zawody baseballowe i softballowe. Odrzucono również propozycje co do dodania do programu Igrzysk: karate, golfa, squasha, rugby siedmioosobowego oraz sportów wrotkarskich.
- Formuła 1 – Pedro de la Rosa wygrał dwa pierwsze treningi przed Grand Prix Wielkiej Brytanii. Jenson Button uzyskał najlepszy czas z głównych kierowców, a za nim uplasowali się dwaj kierowcy stajni McLaren, Juan Pablo Montoya i Kimi Räikkönen.

## 7 lipca 2005
- Piłka nożna – Maciej Żurawski, dotychczas piłkarz Wisły Kraków został zakupiony za rekordową sumę 2 milionów £ (ok. 12 milionów zł – najdroższy polski piłkarz sprzedany z polskiej ligi) przez szkocki klub Celtic F.C. Stało się to po długich negocjacjach między dwoma klubami. W środę wypełnione zostały wszystkie dokumenty, Żurawski przeszedł testy medyczne. W czwartek późnym wieczorem został podpisany kontrakt, wiążący piłkarza z klubem na trzy lata. Celtic był jednym z wielu klubów, które interesowały się Żurawskim. Najpoważniejsze oferty składały hiszpańskie Levante i turecki Trabzonspor, który oferował nawet więcej pieniędzy niż Celtic. Polak będzie zarabiał ok. 750 tysięcy € rocznie (ok. 3 miliony zł).

## 6 lipca 2005
- Igrzyska olimpijskie w 2012 roku odbędą się w Londynie. Taka jest decyzja MKOl-u, wybory odbyły się podczas sesji komitetu w Singapurze. W pierwszej turze głosowania odpadła Moskwa, w drugiej Nowy Jork, w trzeciej Madryt, ostatecznie zostały tylko dwa miasta kandydujące do organizacji Igrzysk – Paryż i Londyn. Różnicą 4 głosów wygrał Londyn – choć to Paryż raczej był faworytem do zwycięstwa. Londyn to pierwsze w historii miejsce, gdzie trzeci raz odbywać się będą igrzyska olimpijskie. Wcześniej odbywały się tam w latach 1908 i 1948. (Wikinews)

## 3 lipca 2005
- Formuła 1 – Fernando Alonso odniósł piąte zwycięstwo w sezonie, wyprzedzając na mecie Kimiego Räikkönena i Michaela Schumachera. Dzięki temu zwycięstwu Alonso powiększył przewagę nad Finem do 24 punktów.
- Szermierka – w zakończonych dziś mistrzostwach Europy w węgierskiej miejscowości Zalaegerszeg polscy zawodnicy wywalczyli 6 medali: 3 złote (Sylwia Gruchała-floret, Tomasz Motyka-szpada oraz drużyna szpadzistów w składzie: Tomasz Motyka, Robert Andrzejuk, Krzysztof Mikołajczak, Adam Wiercioch); 2 srebrne (drużyna szpadzistek w składzie: Magdalena Grabowska, Danuta Dmowska, Beata Tereba, Olga Cygan oraz drużyna szablistów w składzie: Marcin Koniusz, Adam Skrodzki, Patryk Pałasz, Rafał Sznajder) i 1 brązowy (Magdalena Grabowska-szpada).

## 2 lipca 2005
- Formuła 1 – Giancarlo Fisichella uzyskał najlepszy czas podczas sobotnich treningów do Grand Prix Francji.
- Formuła 1 – Fernando Alonso, zdecydowany lider klasyfikacji generalnej, wywalczył kolejne pole position do Grand Prix Francji. Drugi najlepszy czas uzyskał Jarno Trulli, a trzeci jeden z pretendentów do tytułu, Kimi Räikkönen. Dobrze spisał się także, obrońca i trzeci kandydat do zdobycia mistrzostwa, Michael Schumacher ze stajni Ferrari.

## 1 lipca 2005
- Formuła 1 – Pedro de la Rosa był najszybszy podczas treningów do Grand Prix Francji na torze Circuit de Nevers Magny-Cours. Treningi zakończyły się pechowo dla jednego z głównych kierowców stajni McLaren, Kimiego Räikkönena, w którego bolidzie awarii uległ silnik. Zgodnie z obecnymi przepisami, Fin zostanie ukarany spadkiem o 10 pozycji na starcie względem pozycji w kwalifikacjach.